# Jakub Jankto
Jakub Jankto, né le 19 janvier 1996 à Prague (Tchéquie), est un footballeur international tchèque qui évolue au poste de milieu de terrain au Cagliari Calcio.

## Biographie

### En club
Jankto est formé dans sa ville natale, au Slavia Prague. Il rejoint en 2014 l'Udinese Calcio où il termine sa formation.
Il est prêté à l'Ascoli FC, club évoluant en Serie B, pour la saison 2015-2016. Jankto joue son premier match professionnel le 2 août 2015, entrant en jeu contre le Cosenza Calcio en Coupe d'Italie. Il marque son premier but le 3 octobre face à Côme en championnat (4-0). Malgré son jeune âge, Jankto s'impose rapidement comme titulaire régulier. Il joue 35 matchs et marque cinq buts.
Jankto intègre définitivement l'effectif de l'Udinese au début de la saison 2016-2017. Il prend rapidement ses marques au sein de l'équipe. Le 15 octobre 2016, il marque son premier but en Serie A durant une défaite 2-1 contre le champion en titre de la Juventus Turin.
Le 6 juillet 2018, il signe pour une saison en prêt avec option d'achat obligatoire de 15 millions d'euros avec l'UC Sampdoria.

### En équipe nationale
Avec les moins de 18 ans, il est l'auteur d'un quadruplé face au Monténégro en juin 2014.
Avec les espoirs, il inscrit un but contre l'Albanie en mai 2016, puis un doublé contre la Moldavie en octobre 2016. Il participe ensuite au championnat d'Europe espoirs en 2017. Lors de cette compétition, il joue trois matchs, délivrant une passe décisive contre le Danemark.
Le 22 mars 2017, Jankto fait ses premiers pas avec la Tchéquie à l'occasion d'une rencontre amicale face à la Lituanie. Il marque d'entrée pour sa première sélection pour un succès 3-0.

## Statistiques
| Saison                | Club                  | Championnat           | Championnat | Championnat | Championnat | Coupe(s) nationale(s) | Coupe(s) nationale(s) | Coupe(s) nationale(s) | Tchéquie | Tchéquie | Tchéquie | Total | Total | Total |
| Saison                | Club                  | Division              | M.          | B.          | P.d.        | M.                    | B.                    | P.d.                  | M.       | B.       | P.d.     | M.    | B.    | P.d.  |
| 2015-2016             | Ascoli FC (prêt)      | Serie B               | 34          | 6           | 3           | 1                     | 0                     | 0                     | -        | -        | -        | 35    | 6     | 3     |
| Sous-total            | Sous-total            | Sous-total            | 34          | 6           | 3           | 1                     | 0                     | 0                     | -        | -        | -        | 35    | 6     | 3     |
| 2016-2017             | Udinese Calcio        | Serie A               | 29          | 5           | 4           | 1                     | 0                     | 0                     | 4        | 1        | 2        | 34    | 6     | 6     |
| 2017-2018             | Udinese Calcio        | Serie A               | 18          | 3           | 4           | 3                     | 2                     | 0                     | 6        | 0        | 1        | 27    | 5     | 5     |
| Sous-total            | Sous-total            | Sous-total            | 47          | 8           | 8           | 4                     | 2                     | 0                     | 10       | 1        | 3        | 61    | 11    | 11    |
| Total sur la carrière | Total sur la carrière | Total sur la carrière | 81          | 14          | 11          | 5                     | 2                     | 0                     | 10       | 1        | 3        | 96    | 17    | 14    |

### Buts internationaux
| 0 | Sél. | Date             | Lieu                                      | Adversaire | Résultat | Compétition                       | Détail | Détail         | Détail |
| - | ---- | ---------------- | ----------------------------------------- | ---------- | -------- | --------------------------------- | ------ | -------------- | ------ |
| 1 | 1    | 22 mars 2017     | Městský stadion, Ústí nad Labem, Tchéquie | Lituanie   | 3-0      | Match amical                      | 64e    | du pied gauche | 2-0    |
| 2 | 16   | 15 novembre 2018 | PGE Arena Gdańsk, Gdańsk, Pologne         | Pologne    | 0-1      | Match amical                      | 52e    | du pied gauche | 0-1    |
| 3 | 21   | 10 juin 2019     | Andrův stadion, Olomouc, Tchéquie         | Monténégro | 3-0      | Euro 2020-Eliminatoires           | 18e    | du pied gauche | 0-1    |
| 4 | 29   | 24 mars 2021     | Arena Lublin, Lublin, Pologne             | Estonie    | 2-6      | Coupe du monde 2022-Eliminatoires | 64e    | du pied gauche | 1-6    |

## Vie privée
Le 13 février 2023, il fait son coming out. C'est un des premiers joueurs ouvertement gay dans le football professionnel, après l'Australien Josh Cavallo et l'Anglais Jake Daniels, et le seul international en activité.